# Smosh
Smosh is een entertainment-productiehuis en online merk dat in 2005 begon met een YouTube-kanaal. In 2023 was het bedrijf uitgegroeid tot een mediaconglomeraat met 35 fulltime medewerkers en 75 miljoen volgers op verschillende kanalen. Smosh heeft een film uitgegeven, maakt animaties en stripboeken, games en een tijdschrift. De primaire focus ligt nog altijd op de vier YouTube-kanalen die elk een andere vorm van entertainment verschaffen. Het merk werd in 2023 omschreven als YouTube-pionier.

## Geschiedenis
In 2002 startte Anthony Padilla de website smosh.com. Deze pagina claimde hij in eerste instantie om animaties te delen die hij met Adobe Flash had gemaakt. In dezelfde periode ontmoette hij Ian Hecox op de middelbare school. Hecox en Padilla besloten samen een YouTube kanaal te maken met dezelfde naam als de website die Padilla al in bezit had. De website wordt nog steeds gebruikt voor de verkoop van merchandise. Het opzetten van een online conglomeraat was bij de start uniek. Hecox en Padilla waren 17 jaar oud en namen de zaak in het begin niet erg serieus.

### Onder Defy Media
In 2011 werd Smosh verkocht aan Alloy Digital, dat later bekend zou komen te staan als Defy Media. Hecox en Padilla werden betrekkelijk goedkoop uitgekocht door Defy, aangezien zij geen uitbetaling van de waarde van het kanaal en merk kregen, maar enkel aandelen als het bedrijf de beurs op zou gaan, iets wat in 2023 nog altijd niet was gebeurd. Toch hoopten zij dat het grotere mediabedrijf Defy er voor zou zorgen dat Smosh zou groeien. Zij bleven beiden voor Smosh werken, maar vooral Padilla zou later klagen over het gebrek aan handelingsvrijheid dat de makers hadden onder de Defy vlag. Hij zou er dan ook voor kiezen om in 2017 Smosh te verlaten. Hecox bleef wel in het bedrijf. Een jaar later zou Defy Media failliet gaan. Hecox zou op dat moment echter wel de opmerking maken dat hij er naar uitkeek meer bewegingsvrijheid te krijgen onder Mythical Entertainment, het bedrijf dat Smosh daarop overnam.

### Mythical Entertainment en terugverkoop
Mythical Entertainment was een bedrijf dat was opgezet door mede-youtubers Rhett and Link, iets wat Hecox aansprak. Het duo nam contact met Hecox op tijdens het faillissement en zou het mediabedrijf voor 10 miljoen euro van Defy kopen. Mythical management sprak in deze periode positief over Smosh, maar uiterst negatief over het (mis)management van Defy Media. In 2023 kochten Hecox en Padilla gezamenlijk het bedrijf terug van Mythical Entertainment. Ze gaven op dat moment beiden aan weer op positieve wijze met elkaar om te kunnen gaan doordat zij zich beiden, los van elkaar, doorontwikkeld hadden als persoon. Mythical hield een minderheidsbelang in Smosh.

## Kanalen

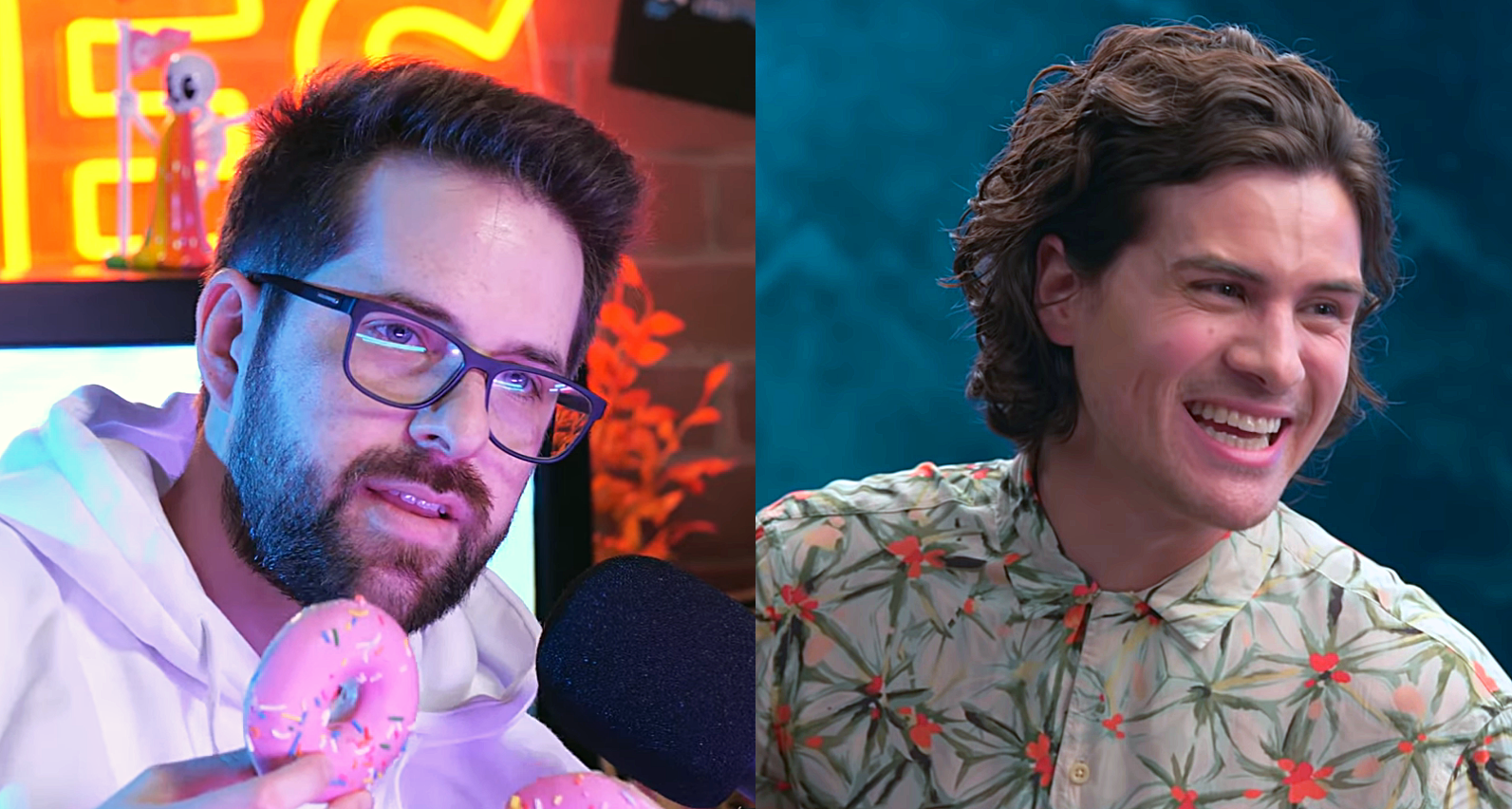
Hecox (links) in 2020 en Padilla (rechts) in 2019

in 2024 bestond Smosh uit 4 YouTube-kanalen, te weten Smosh, Smoshpit, SmoshGames en Smoshcast.

### Smosh
Smosh was het eerste kanaal en ook het meest populaire kanaal, met 26,6 miljoen abonnees. Dit kanaal bevat de oudere filmpjes, onder meer lipsynchronisatie video's, sketches en de series Food Battle (gestart in 2008) en If movies were real (gestart in 2009). Smosh begon in deze periode ook met clickbait-achtige titelpagina's en was hierin een voorloper. Momenteel bouwt het kanaal nog altijd voort op oudere filmpjes, onder meer met Flashback with Smosh waar oudere sketches een nieuwe invalshoek krijgen.

### Smoshpit
Smoshpit volgende in 2005 op het zes dagen oudere Smosh, maar is met 8,08 miljoen abonnees veel minder populair. Het kanaal bevat geen sketches, maar betrekt het Smosh-team bij de verschillende filmpjes. Zo zijn er filmpjes waarin met enkele leden Reddit-verhalen worden besproken, maar ook filmpjes waarbij spellen worden gespeeld, zoals Try not to laugh en Eat it or yeet it.

### SmoshGames
SmoshGames volgde in 2011 en heeft 7,6 miljoen abonnees. Het kanaal focust op alle vormen van spellen. Soms spelen leden van het Smosh-team bordspellen, in andere gevallen worden computerspellen gespeeld.

### Smoshcast
In 2019 werd het laatste kanaal, Smoshcast geopend. Op dit kanaal worden podcasts uitgezonden en gaan medewerkers van Smosh met elkaar in gesprek over verschillende onderwerpen. Het kanaal is met 470.000 abonnees het minst bekeken kanaal.